# Tom Poes Weekblad
Het Tom Poes Weekblad was een stripweekblad van de Toonder Studio's van 28 november 1947 tot juni 1951.
Aan dit striptijdschrift werkten vele medewerkers mee, die later als zelfstandig auteur grotere bekendheid verwierven, zoals Piet Wijn en Hans G. Kresse. Andere auteurs zijn onder meer Wim van Wieringen, Frits Godhelp, Wim Lensen, Ben van't Klooster, James Ringrose, Henk Sprenger en Marten Toonder zelf.
Piet Wijn schreef voor het weekblad de verhalen De zwarte hertog, De Moorse tovenaar en Manuello y Gonza. Hij schreef tussen 1949 en 1951 een tweetal verhalen van de ridderroman Verowin. Vervolgens begon hij met de stripreeks Aram van de Eilanden, een ridder-avontuur dat speelt in de Middeleeuwen, maar omdat in dat jaar het weekblad ter ziele ging verscheen het vervolg in diverse kranten in binnen- en buitenland.
Hans G. Kresse tekende voor het weekblad onder meer de mythische avonturen van Xander (1947-1948) en de detectivestrip Kommer (1950). Ook verhalen van Eric de Noorman verschenen in dit weekblad.
In 1951 kregen abonnees van Tom Poes Weekblad van de redactie een Kuifje toegezonden met daarin een brief waarin werd meegedeeld dat het vanwege de hoge kosten niet meer rendabel was om Tom Poes Weekblad voort te zetten. Hierdoor konden ze kennismaken met een alternatief blad.